# Dům Petra Jankoviće
Dům Petra Jankoviće je označení pro budovu, která se nachází v srbské metropoli Bělehradu, na adrese Albanske spomenice 17, v místní části Hadžipopovac. Rohový dům vznikl podle návrhu českého architekta Jana Dubového a v současné době je kulturní památka. 
Budova představuje jednu z ukázek funkcionalistické a moderní architektury v srbské metropoli. Dvoupatrová budova má svůj architektonický rukopis zdůrazněný zaobleným rohem, balkony a velkými okny. Interiér stavby byl uspořádán tak, aby odpovídal potřebám moderních, dobře prosvětlených prostor. Rozlehlé místnosti měly jasně vymezená určení – jako ateliéry, sušárny, pracovny pro moderní stroje apod. Musely však být ale rozděleny sloupy kvůli nosnosti horních pater. Dva byty se nacházely v druhém patře, namísto patra třetího se nacházela na střeše budovy terasa.

## Historie
Budova vznikla pro potřeby místního podnikatele Petra Jankoviće jako jeho vlastní dům ale i provozovna společnosti Solid (Солид). Dům byl budován v letech 1933 až 1936 v čistě funkcionalistickém stylu. Na rozdíl od astronomické observatoře na Zvezdaře zde Dubový nepoužil vůbec žádné dekorativní prvky. Objekt je inspirován do jisté míry industriální architekturou. Ve své době se jednalo o objemnou stavbu, která se stala jednou z dominant bělehradské místní části Hadžipopovac.
Model budovy byl představen na několika výstavách na Balkáně i v Praze.
V roce 1945 byla budova znárodněna a přestavěna kompletně na byty. Od roku 1992 je evidována jako kulturní památka.